# Zavedení pravostranného provozu v Československu

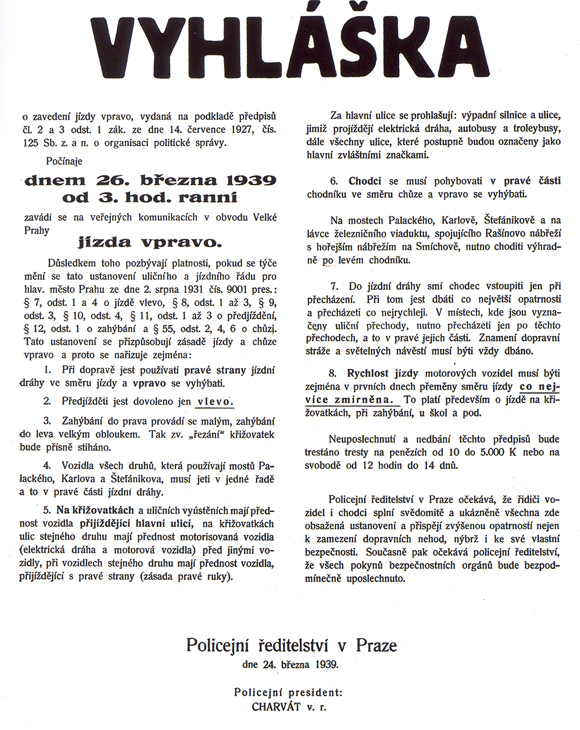
Vyhláška o zavedení jízdy vpravo na území Velké Prahy

K zavedení jízdy vpravo „v přiměřeně vhodné době“ se signatářské státy včetně Československa zavázaly v rámci dodatku k Pařížské úmluvě v roce 1926. V roce 1931 Československo přislíbilo, že změnu zavede do pěti let.

## Překážky
Politické strany v zavedení pravostranného provozu neviděly politický zisk, a tak se k problému stavěly laxně. Odpůrci změny argumentovali pochybnými nebo lživými tvrzeními:
- jízda vpravo je nerealizovatelná v průběhu 5 - 10 let
- náhlé uzákonění jízdy vpravo by 10krát zvýšilo počet zraněných a mrtvých
- v Belgii se chtějí vrátit k levostrannému provozu
- Rakousko změnu směru jízdy uskutečnilo jenom ve „velmi malém rozsahu“
- v Německu, kde je uzákoněný pravostranný provoz, existují oblasti kde se jezdí stále vlevo

Nově otevřená betonová vozovka silnice Otrokovice - Zlín byla v roce 1936 opatřena vodorovnými nápisy „Jezděte vlevo“
Elektrické podniky v roce 1938 nakoupily motorové vozy s automaticky zavíranými dveřmi, které byly konstruovány pro levostranný provoz.

## Realizace

### Sudety
Oblasti Československa, které byly postoupeny Německé říši Mnichovskou dohodou, se staly součástí Německé říše a vztahovalo se na ně veškeré tehdejší německé právo, včetně dopravních předpisů. Pravostranný provoz byl proto v těchto oblastech zaveden záhy po odstoupení Německu během počátku října roku 1938 (jednalo se např. o města Liberec, Ústí nad Labem, Český Krumlov, Cheb, Karlovy Vary, Opava). Jde o první oblasti Československa a dnešní České republiky, kde byla uvedena do praxe jízda vpravo (vyjma malého Hlučínska, které do roku 1920 patřilo k Německu). V návaznosti na změny v Sudetech vyzýval Autoklub Republiky Československé k urychlenému zavedení jízdy vpravo.

### Okleštěné Československo
O zavedení jízdy vpravo v Československu bylo rozhodnuto teprve Opatřením Stálého výboru Národního shromáždění č. 275/1938 Sb. ze dne 10. listopadu 1938. Výbor uváděl dva důvody. 1) návaznost na silnice v Sudetech, 2) záměr stavět dálnice. Účinnost tohoto ustanovení byla stanovena na 1. května 1939. Přípravy na převedení provozu dne 1. května 1939 byly intenzivní. V rámci přípravy veřejnosti byly počátkem března 1939 natáčeny osvětové filmy:jeden pro školy a druhý pro povinné promítání v kinech.
Již 14. března 1939 vstoupila vojska nacistického Německa na území Československa. Aktivisté z řad německého obyvatelstva byli předem informováni a zajišťovali na křižovatkách hladký průjezd armádní kolony. Němečtí vojáci přemísťovali dopravní značky a tím de facto převedli provoz na pravostranný. Ve 4:00 hodin následujícího dne (15. března 1939) už vyjela tramvaj na pravou kolej. Ordneři vyvěšovali tabule s dvojjazyčným nápisem: „Rechts fahren! Links überholen“...Jeďte vpravo! Předjeďte vlevo". Písmeno „v“ bylo dopsáno před „levo“ dodatečně, což svědčí o neúčasti Čechů na okupaci.
Ráno v 7:00 hodin vjely motorizované jednotky Wehrmachtu do Olomouce po pravé straně vozovky a celý provoz ve městě se jim přizpůsobil. V Pardubicích se jízda vpravo zavedená současně s příjezdem německé armády ihned vžila, aniž došlo k nejmenším nehodám. Pravostranná doprava v Klatovech byla provozován od vstupu nacistických vojsk dne 15. března 1939 v 8:00 hodin.
Obsazení části republiky dne 15. března 1939 Německem však vedlo k uspíšení účinnosti - výnosem vrchního velitele německé armády Brauchitsche byl pravostranný provoz v Protektorátu Čechy a Morava zaveden dnem 17. března 1939.  

### Praha
Tradovaný příběh uvádí, že Němci zavedli pravostranný provoz v Protektorátu ze dne na den bez nejmenších problémů. Legenda se zrodila již týden po vpádu nacistických vojsk. Pátek 17. března byl den, kdy měl Protektorát přejít na pravostranný provoz. Ve většině měst už pravostranný provoz probíhal bez jakékoli zákonné úpravy; těžká vojenská vozidla jedoucí vpravo byla dostatečným důvodem. Ale v Praze se němečtí vojenští řidiči rychle přizpůsobili levostrannému provozu. Moravský deník zvlášť upozornil, že i v Praze, tentokrát nikoli spontánně, ale dle výše uvedené vyhlášky, bude zaveden pravostranný provoz.
Ve skutečnosti generálmajor Gablonz, městský velitel Prahy, zrušil převedení provozu v Praze ke dni 17. března 1939 a určil nové datum: neděle 26. března 1939 od 3 hodin ráno. Vzhledem k tomu, že šlo o rozhodnutí velitele, působí formulace, že posunutí termínu bylo na „přání obyvatelstva“ neobvykle. Nedělní termín však byl zvolen uvážlivě s vědomím, že se v ulicích neobjeví koňské potahy, ruční vozíky a cyklisté jedoucí do zaměstnání.
Pro zabránění zmatku, který mohl vzniknout změnou předchozího nařízení, byly v období 15. března 1939 - 26. března 1939 v Praze rozmístěny transparenty s německým nápisem: „In Prag wird links Gefahren!“ (V Praze se jezdí vlevo!) Jeden transparent s upozorněním byl umístěn na kulatém ostrůvku na křižovatce U Hybernů, který sloužil jako vyvýšené stanoviště pro policistu řídícího provoz.
Část motoristů v prvních dnech změny nevyjela, nebo řídili s největší opatrností. Pozornost řidičů však v následujících dnech poklesla, a to mělo za následek častější „karamboly“. Řízení automobilu s volantem umístěným vpravo bylo obtížnější. Napomohlo seřízení světlometů tak, aby při jízdě v noci osvětlovaly krajnici a přemístění zrcátka. Autoklub nabádal řidiče, aby si nalepili tabulku s nápisem „Jezděte vpravo“ do automobilu a u výjezdů z garáží.
Nejen automobily nebyly ve většině případů na pravostranný provoz technicky připraveny. Problémem mohlo být i umístění brzdy u povozů. Řízení potahů z pravé strany byl hluboký zásah do činnosti formanů, koní a krav.

## Vozidla hromadné dopravy

### Autobusy
Přechod na pravostranný provoz byl komplikovaný u vozidel hromadné dopravy. U autobusů byly přestavovány dveře pro cestující tak, aby bylo umožněno vystupování cestujících na chodník, nikoli do vozovky. Úpravy se dělaly už před 15. březnem 1939. Ministerstvo dopravy vypsalo soutěž na dodávku karoserií pro 95 autobusů veřejnou dopravu. U autobusů na trati „X“ Hodkovičky - Modřany ještě začátkem července 1939 tyto úpravy chyběly.Přestavba jedné karoserie stála 10 - 15 tis. Kč.

### Tramvaje
Elektrické podniky měly naplánováno 269 úprav nutných pro převedení provozu. Jednalo se o přeložení špiček, výhybek a nástupišť. V březnu mělo být rozmístěno 900 směrných značek. Tempo, kterým pracovali pracovníci Elektrických podniků označil novinář za „tempo vpravdě americké“. Náklady na převedení tramvajové dopravy měly dosahovat 15 milionů Kč, tj. reálně stejnou sumu jakou uváděly Elektrické podniky v roce 1931 (14 mil. Kč)
U tramvají byly přemísťovány označníky zastávek nebo přemísťovány celá nástupiště. Do stanoveného data se nepodařilo přemístit všechna nástupiště. Do doby jejich zřízení byly obrysy budoucích nástupišť vyznačeny vápnem. V souvislosti s pravostranným provozem tramvají se hovořilo o novém přepravním řádu.
Před změnou směru dopravy se očekávalo, že ubude „skokanů“ tj. lidí naskakujících na tramvaj. Hned první den se zranilo při naskakování na plošinu tramvaje 15 lidí. Noviny se i nadále zabývaly úrazy při naskakování do tramvají.
Zvláštností byla první liberecká tramvajová trať, na jejíž krátké dvojkolejné části (od nádraží k mostu přes Nisu) byl z důvodu uspořádání navazujících jednosměrných úseků pravostranný provoz již od počátku, tedy od 25. srpna 1897.

## Střední Evropa
V Rakousku byla změna směru dopravy prováděna po anšlusu postupně po jednotlivých zemích. Náklady se vyšplhaly na 16 mil. RM; přepočtem směnným kurzem (1:10), který nařídily nacistické orgány by to bylo 160 mil. Kč. Nařízením slovenského ministerstva vnitra se zavedl pravostranný provoz na Slovensku 18. března 1939, ale některé prameny uvádějí zavádění v letech 1939–1941. Maďarsko přešlo na pravostranný provoz až po Československu.

## Železniční doprava
Levostranný provoz byl po mnoho let též na některých železničních tratích, přestože v českých zemích od roku 1851 platil zákon, který nařizoval pravostranný provoz. Důvody zavedení levostranného provozu na některých tratích jsou podle historika Pavla Schreiera neznámé, ale hlavní roli mohla hrát inspirace v zahraničí – například ve Švýcarsku a ve Francii vlaky dosud standardně jezdí vlevo. V Českých zemích byly stálou výjimkou trati soukromé společnosti KFNB (Kaiser Ferdinands-Nordbahn), na které se na rozdíl od státem provozovaných tratí nevztahovala v plném rozsahu tehdy platná legislativa. Na trati z Prahy do Benešova se jezdilo vlevo od roku 1905 až do konce 40. let, levostranný provoz byl též na trati mezi Chomutovem a Chebem, kde na posledním úseku byl zrušen roku 2006. Do roku 2009 se jezdilo vlevo v úseku Bohumín – Petrovice u Karviné (úsek Bohumín - Dětmarovice provoz pravostranný na trati Bohumín - Žilina). Poslední českou tratí s levostranným provozem byla trať Břeclav – Bohumín, kde byl původně pravostranný provoz, levostranný provoz zaveden od roku 1872 a pravostranný provoz byl opět zaveden 9. prosince 2012. Důvodem zavedení pravostranného provozu je sjednocení pravidel evropské železniční sítě.